# Les Enfers virtuels
Les Enfers virtuels (titre original : Surface Detail) est un roman de science-fiction de l'auteur écossais Iain Banks, paru pour la première fois en anglais en 2010, puis traduit par Patrick Dusoulier et publié en français, scindé en deux volumes, en 2011. Il s'insère dans le cycle de la Culture.

## Résumé
Une esclave tuée par son propriétaire et réincarnée par la Culture cherche à se venger. Le cadre de l'histoire est une guerre entre les tenants et les opposants d'enfers virtuels.

## Éditions
- (en) Surface Detail, Londres, Orbit, 2010
- (fr) Les Enfers virtuels - 1 et Les Enfers virtuels - 2, trad. de Patrick Dusoulier, Paris, Robert Laffont, coll. Ailleurs et Demain, 10 novembre 2011, 397 pages  (ISBN 978-2221127902) et 333 pages  (ISBN 978-2221127919)
- (fr) Les Enfers virtuels, trad. de Patrick Dusoulier, Paris, Le Livre de poche, coll. Science-fiction no 33142, 11 septembre 2013, 864 pages  (ISBN 978-2253169772)